# The Lincoln Lawyer (série de televisão)
The Lincoln Lawyer  é uma série de televisão americana de drama jurídico americano criada para a televisão por David E. Kelley e desenvolvida por Ted Humphrey, baseado nos livros de Michael Connelly. É estrelado por Manuel Garcia-Rulfo como Mickey Haller, um advogado de defesa em Los Angeles que muitas vezes trabalha em um Lincoln Navigator com sua motorista. Neve Campbell, Becki Newton, Jazz Raycole, Angus Sampson e Yaya DaCosta também estrelam.
A primeira temporada é baseada no romance de Connelly de 2008 The Brass Verdict, uma sequência de seu romance The Lincoln Lawyer. Estreou na Netflix em 13 de maio de 2022. Recebeu críticas geralmente positivas dos críticos. Em junho de 2022, a série foi renovada para uma segunda temporada. É baseado no romance de Connelly de 2011, The Fifth Witness (o quarto livro da série The Lincoln Lawyer), e foi transmitido em duas partes. A primeira parte foi lançada em 6 de julho de 2023, e a segunda foi lançada em 3 de agosto. Em agosto de 2023, a série foi renovada para uma terceira temporada, baseada no romance de 2013 de Connelly The Gods of Guilt, e lançada em 17 de outubro de 2024. Em janeiro de 2025, a série foi renovada para uma quarta temporada.

## Premissa
O advogado Mickey Haller trabalha no banco de trás de seu Lincoln Navigator enquanto assume casos em Los Angeles.

## Elenco

### Principal
- Manuel Garcia-Rulfo como Mickey Haller
  - Adan James Carillo como pequeno Mickey Haller (primeira temporada)
  - Gabriel Negret como pequeno Mickey Haller (segunda temporada)
- Neve Campbell como Maggie McPherso
- Becki Newton como Lorna Crane
- Jazz Raycole como Izzy Letts
- Angus Sampson as Dennis "Cisco" Wojciechowski
- Christopher Gorham como Trevor Elliott (primeira temporada)
- Yaya DaCosta como Andrea "Andy" Freemann (temporada 3; temporada 2 recorrente)

### Recorrente
- Ntare Mwine como Detetive Raymond Griggs,
- LisaGay Hamilton como Juíza Mary Holder
- Jamie McShane como Detetive Lee Lankford
- Reggie Lee as Angelo Soto
- Carlos Bernard como Robert Cardone
- Kim Hawthorne como Janelle Simmons
- Michael Graziadei como Jeff Golantz
- Krista Warner como Hayley Haller
- Lamont Thompson como Judge James P. Stanton
- Saul Huezo como Jésus Menendez
- Katrina Rosita como Tanya Cruz
- Heather Mazur como Carol Dubois
- Mikal Vega como Eli Wyms
- Mike McColl como Glenn McSweeney
- Chris Browning como Teddy Vogel
- Shwayze como Terrell Coleman
- Lana Parrilla como Lisa Trammell
- Matt Angel como Henry Dahl
- Angélica María como Elena
  - Andrea Savo as jovem Elena
  - Ilean Almaguer como jovem Elena
- Douglas Bennett como Pete "Kaz" Kazinski
- Marlene Forte como Juíza Teresa Medina
- Elliott Gould como David "Legal" Siegel
  - Brion Bronson como jovem David "Legal" Siegel
- Devon Graye como Julian La Cosse
- Allyn Moriyon como Eddie Rojas
- Holt McCallany como Neil Bishop
- John Pirruccello como Bill Forsythe
- Wole Parks como David Henry Lyons
- Merrin Dungey como a juíza Regina Turner
- Philip Anthony-Rodriguez como Adam Suarez
- Angie Campbell como Jessica
- Michael Irby como Agente James DeMarco
- Chelsea M. Davis como Vanessa Blake
- Ian Fisher como Scott Glass

## Episódios
| Temporada | Temporada | Episódios | Episódios | Originalmente lançado |                     |
| --------- | --------- | --------- | --------- | --------------------- | ------------------- |
|           | 1         | 10        | 10        | 13 de maio de 2022    |                     |
|           | 2         | 10        | 5         | 6 de julho de 2023    | 6 de julho de 2023  |
|           | 2         | 10        | 5         | 3 de agosto de 2023   | 3 de agosto de 2023 |
|           | 3         | 10        | 10        | 17 de outubro de 2024 |                     |

### 1.ª temporada (2022)
| N.º na série | N.º na temp. | Título                     | Dirigido por           | Escrito por                          | Lançamento         |
| ------------ | ------------ | -------------------------- | ---------------------- | ------------------------------------ | ------------------ |
| 1            | 1            | "He Rides Again"           | Liz Friedlander        | David E. Kelley                      | 13 de maio de 2022 |
| 2            | 2            | "The Magic Bullet"         | Erin Feeley            | Ted Humphrey                         | 13 de maio de 2022 |
| 3            | 3            | "Momentum"                 | Erin Feeley            | Ted Humphrey                         | 13 de maio de 2022 |
| 4            | 4            | "Chaos Theory"             | Bill D'Elia            | Chris Downey                         | 13 de maio de 2022 |
| 5            | 5            | "Twelve Lemmings in a Box" | Bill D'Elia            | Andi Bushell                         | 13 de maio de 2022 |
| 6            | 6            | "Bent"                     | David Grossman         | Gladys Rodriguez                     | 13 de maio de 2022 |
| 7            | 7            | "Lemming Number Seven"     | David Grossman         | Zach Calig                           | 13 de maio de 2022 |
| 8            | 8            | "The Magic Bullet Redux"   | Alonso Alvarez-Barreda | Justin Peacock                       | 13 de maio de 2022 |
| 9            | 9            | "The Uncanny Valley"       | Alonso Alvarez-Barreda | Chris Downey and Ryan Hoang Williams | 13 de maio de 2022 |
| 10           | 10           | "The Brass Verdict"        | David Grossman         | Ted Humphrey e Michael Connelly      | 13 de maio de 2022 |

### 2.ª temporada (2023)
| Parte 1 |    |                                     |                    |                                 |                     |
| 11      | 1  | "The Rules of Professional Conduct" | Rob Seidenglanz    | Ted Humphrey                    | 6 de julho de 2023  |
| 12      | 2  | "Obligations"                       | Rob Seidenglanz    | Gladys Rodriguez                | 6 de julho de 2023  |
| 13      | 3  | "Conflicts"                         | Kate Woods         | Dailyn Rodriguez                | 6 de julho de 2023  |
| 14      | 4  | "Discovery"                         | Kate Woods         | Ryan Hoang Williams             | 6 de julho de 2023  |
| 15      | 5  | "Kate Woods"                        | Antonio Negret     | Zach Calig                      | 6 de julho de 2023  |
| Parte 2 |    |                                     |                    |                                 |                     |
| 16      | 6  | "Withdrawal"                        | Antonio Negret     | Matthew J. Lieberman            | 3 de agosto de 2023 |
| 17      | 7  | "Cui Bono"                          | Shana Stein        | Lisa Quintela                   | 3 de agosto de 2023 |
| 18      | 8  | "Covenants and Stipulations"        | Shana Stein        | Chris Downey & Michael Connelly | 3 de agosto de 2023 |
| 19      | 9  | "The Fifth Witness"                 | Ted Humphrey       | Katy Erin                       | 3 de agosto de 2023 |
| 20      | 10 | "Bury Your Past"                    | Ben Hernandez Bray | Ted Humphrey & Dailyn Rodriguez | 3 de agosto de 2023 |

### 3.ª temporada (2024)
| N.º na série | N.º na temp. | Título                        | Dirigido por           | Escrito por                              | Lançamento            |
| ------------ | ------------ | ----------------------------- | ---------------------- | ---------------------------------------- | --------------------- |
| 21           | 1            | "La Culebra"                  | Alonso Alvarez-Barreda | Ted Humphrey & Dailyn Rodriguez          | 17 de outubro de 2024 |
| 22           | 2            | "Special Circumstances"       | Alonso Alvarez-Barreda | Gladys Rodríguez                         | 17 de outubro de 2024 |
| 23           | 3            | "Strange Bedfellows"          | Antonio Negret         | Matthew J. Lieberman                     | 17 de outubro de 2024 |
| 24           | 4            | "Rearview Blind Spots"        | Antonio Negret         | Lisa Quintela                            | 17 de outubro de 2024 |
| 25           | 5            | "What Happens in Victorville" | Ben Hernandez Bray     | Ryan Hoang Williams                      | 17 de outubro de 2024 |
| 26           | 6            | "Man on Fire"                 | Ben Hernandez Bray     | Katy Erin                                | 17 de outubro de 2024 |
| 27           | 7            | "Relevance"                   | Paula Garcés           | Dailyn Rodriguez & Isabella A. Rodriguez | 17 de outubro de 2024 |
| 28           | 8            | "Mystery Man"                 | José Gilberto          | Gladys Rodríguez & Jake H. Bernstein     | 17 de outubro de 2024 |
| 29           | 9            | "Ghosts"                      | Heather Cappiello      | Matthew J. Lieberman                     | 17 de outubro de 2024 |
| 30           | 10           | "The Gods of Guilt"           | Ted Humphrey           | Ted Humphrey & Dailyn Rodriguez          | 17 de outubro de 2024 |

## Produção

### Desenvolvimento
Em 2018, David E. Kelley escreveu um roteiro específico para uma série de televisão na Epix pela A&E Studios. Quando o roteiro não conseguiu avançar, ele decidiu trabalhar em um projeto diferente com a A&E, finalmente adaptandoThe Lincoln Lawyer depois de compartilhar seus interesses em trabalhar em dramas legais. Em junho de 2019, o projeto recebeu um compromisso de produção em série pela CBS. Em fevereiro de 2020, Ted Humphrey a bordo como showrunner e Kiele Sanchez se juntou ao elenco como Lorna, com Angus Sampson e Jazz Raycole se juntando algumas semanas depois como Cisco e Izzy, respectivamente. Em maio de 2020, foi relatado que a série não avançaria na CBS devido à pandemia de COVID-19 nos Estados Unidos.
No momento da decisão, que o presidente da CBS Entertainment, Kelly Kahl, chamou de "chamada difícil", dois roteiros para a série haviam sido escritos, com mais dois em desenvolvimento, e Logan Marshall-Green estava em negociações para estrelar como o personagem principal Mickey Haller. Em 11 de janeiro de 2021, a Netflix pegou a série com um pedido de 10 episódios, abaixo do plano original de 13 episódios, e anunciou que Manuel Garcia-Rulfo estrelaria como Haller. Em fevereiro de 2021, Neve Campbell e Becki Newton se juntaram ao elenco, com Raycole e Sampson retornando à série. Christopher Gorham foi escalado em março. Em abril, Ntare Guma Mbaho Mwine foi escalado para um papel criado especificamente para a série, com LisaGay Hamilton, Jamie McShane e Reggie Lee se juntando ao elenco em papéis recorrentes. Krista Warner foi escalada em maio.
Em 14 de junho de 2022, a Netflix renovou a série para uma segunda temporada, que será baseada em The Fifth Witness. Em 30 de agosto de 2023, a Netflix renovou a série para uma terceira temporada, baseada em The Gods of Guilt. Em 21 de janeiro de 2025, a Netflix renovou a série para uma quarta temporada.

### Filmagens
The Lincoln Lawyer começou a ser filmada em Los Angeles em 30 de março de 2021. No mesmo dia, o autor Michael Connelly revelou nas mídias sociais que a pandemia de COVID-19 já havia atrasado as gravações por cerca de um ano. Em 8 de junho de 2021, Connelly disse em uma entrevista que seis dos dez episódios haviam sido filmados, dos quais três deles haviam sido editados completamente, ao mesmo tempo em que confirmou que os personagens da série Bosch da Amazon Prime Video, incluindo o meio-irmão de Haller, Harry Bosch (interpretado por Titus Welliver), não estariam fazendo aparições, pois ambos os programas são de redes diferentes. As filmagens foram concluídas em 3 de agosto de 2021.
As filmagens da segunda temporada deveriam começar em 31 de outubro de 2022 e durar até março de 2023. Os locais de filmagem para a segunda temporada incluíram o Paseo Club em Valência, o Cowboy Palace Saloon em Chatsworth, a Sixth Street Bridge e o Los Angeles Equestrian Center. As filmagens da terceira temporada começaram em 18 de janeiro de 2024, e terminaram em junho de 2024.

### Processo
Em agosto de 2021, a subsidiária da A+E Studios, Frankl & Bob Films II, LLC, entrou com uma ação contra a ViacomCBS por "milhões de dólares" em perdas depois que decidiu não avançar com a série no ano anterior. Citando a criação da empresa em 4 de dezembro de 2019, os documentos afirmam que "após a fusão, a nova liderança da ViacomCBS, liderada por [George Cheeks], adivinhou a decisão da CBS Network de entrar no compromisso da série de 13 episódios" e que, depois de descobrir que "não era valiosa para a ViacomCBS ... O Sr. Cheeks e seus colegas executivos da ViacomCBS decidiram que seria melhor para a ViacomCBS como um todo se a CBS Network violasse esse compromisso." Os documentos também afirmam que a ViacomCBS rejeitou a série porque o primeiro episódio não havia sido filmado e disse que "essa violação garantiu que a série nunca chegaria à televisão".

## Lançamento
A primeira temporada estreou na Netflix em 13 de maio de 2022.

## Recepção

### Audiência do público
Em seus primeiros três dias de lançamento, a série terminou em segundo lugar nas classificações semanais da Netflix. Em sua primeira semana completa de streaming, foi a série em inglês mais assistida da plataforma globalmente, com mais de 108 milhões de horas de visualização, mais de três vezes o segundo lugar. Entre 8 de maio e 5 de junho de 2022, a série foi assistida por 260,53 milhões de horas em todo o mundo.

### Resposta da critica
| Temporada | Rotten Tomatoes    | Metacritic       |
| --------- | ------------------ | ---------------- |
| 1         | 80% (35 críticas)  | 62 (16 críticas) |
| 2         | 91% (11 críticas)  | 59 (5 críticas)  |
| 3         | 100% (10 críticas) | —                |

Para primeira temporada, No site agregador de críticas Rotten Tomatoes, 80%% das 35 resenhas dos críticos são positivas, com uma classificação média de 6.50/10. O consenso do site diz: "A adaptação de David E. Kelley de The Lincoln Lawyer depende muito da peculiaridade do papel por sua falta de verdadeira novidade, mas este é um veículo confiável o suficiente para os fãs de crime legal."Metacritic, que usa uma média ponderada, atribuiu uma pontuação de 62 de 100 com base em 16 críticos, indicando "críticas geralmente favoráveis".
Para segunda temporada, No site agregador de críticas Rotten Tomatoes, 91% das 11 resenhas dos críticos são positivas, com uma classificação média de 5.8/10.Metacritic, que usa uma média ponderada, atribuiu uma pontuação de 59 de 100 com base em 5 críticos, indicando "críticas mistas ou médias".
Para terceira temporada, No site agregador de críticas Rotten Tomatoes, 100% das 10 resenhas dos críticos são positivas, com uma classificação média de 6.9/10.